# Korymbie
Korymbie (Corymbia) je rod rostlin z čeledi myrtovité, vyčleněný v roce 1995 z rodu blahovičník (Eucalyptus). Zahrnuje 95 druhů a je rozšířen v Austrálii a v malé míře také na Nové Guineji. Korymbie jsou stálezelené aromatické stromy s jednoduchými listy a květy s množstvím tyčinek. Některé druhy jsou pěstovány v tropech a subtropech jako okrasné dřeviny, zejména korymbie fíkolistá a korymbie citroníková. Mají také význam v medicíně a jako zdroj silic.

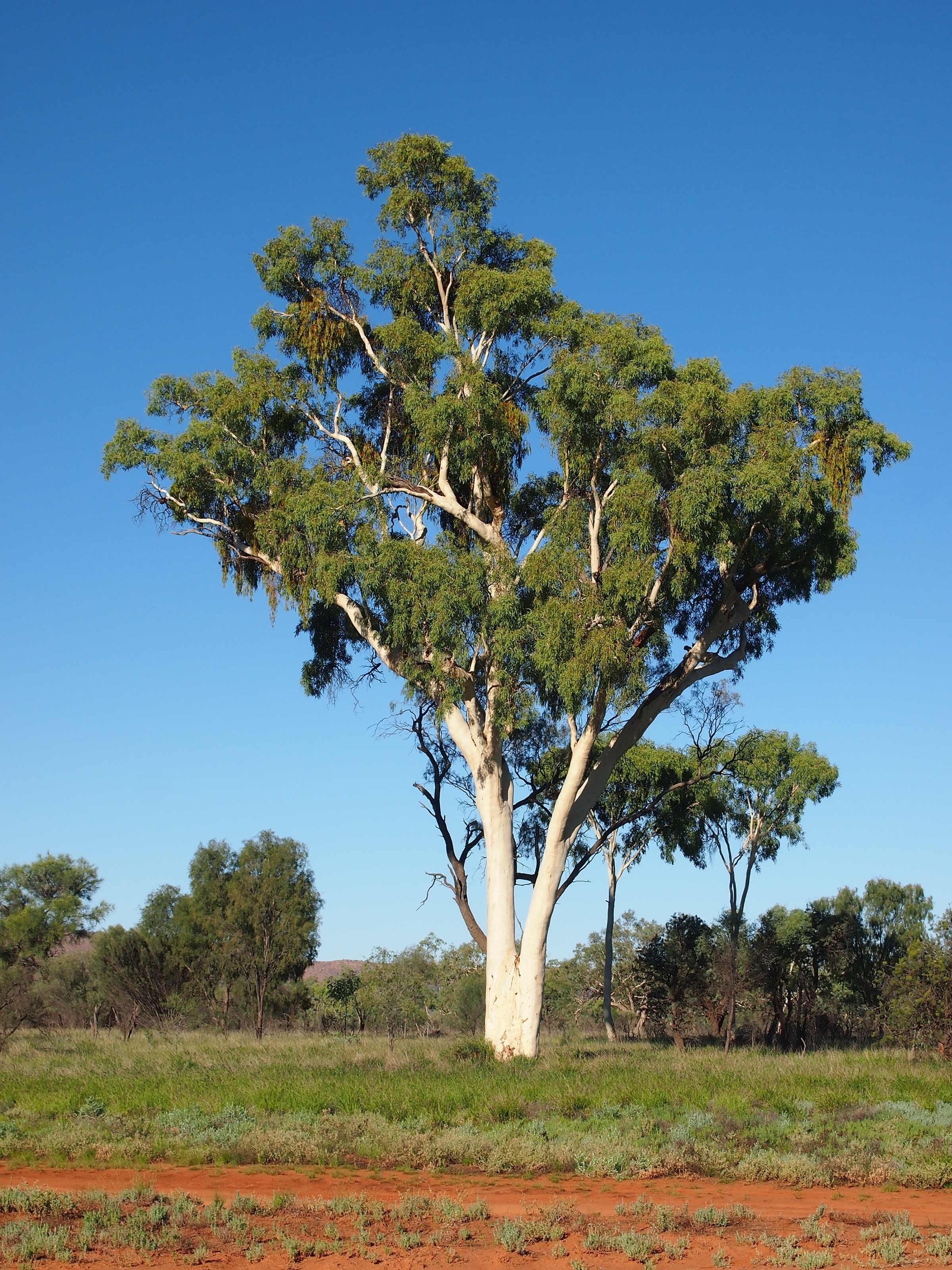
Korymbie C. aparrerinja

## Popis
Korymbie jsou stálezelené, většinou vysoké stromy, dorůstající výšky od 5 do 40 metrů. Borka buď zůstává na kmeni a mozaikovitě rozpukává na drobné hranaté segmenty, nebo se odlupuje v plátech či krátkých podélných pruzích. Listy jsou aromatické, vstřícné, jednoduché, tenké nebo kožovité, přisedlé nebo řapíkaté. Čepel listů je žláznatě tečkovaná nebo bez zřetelných žlázek. Juvenilní listy se odlišují od dospělých. Žilnatina je zpeřená, postranní žilky jsou těsně k sobě přilehlé, na konci spojené sběrnou žilkou běžící těsně podél listového okraje. Květy jsou uspořádané v okolících skládajících postranní nebo vrcholové laty nebo thyrsoidy. Okolíky nejčastěji obsahují 7 květů. Květy jsou drobné až poměrně velké, oboupohlavné, stopkaté, pravidelné, s nápadnou češulí. Kalich je srostlý v čepičku. Koruna je čtyř nebo pětičetná, redukovaná, buď složená z volných korunních lístků více či méně přirostlých ke kalichu, nebo srostlá a čepičkovitá. Tyčinek je mnoho a jsou větvené. Semeník je spodní, na vrcholu nese 1 čnělku a obsahuje nejčastěji 3, řidčeji 2 nebo 4 komůrky. V každé komůrce je asi 20 až 50 vajíček. Plodem je kulovitá až baňkovitá tobolka.

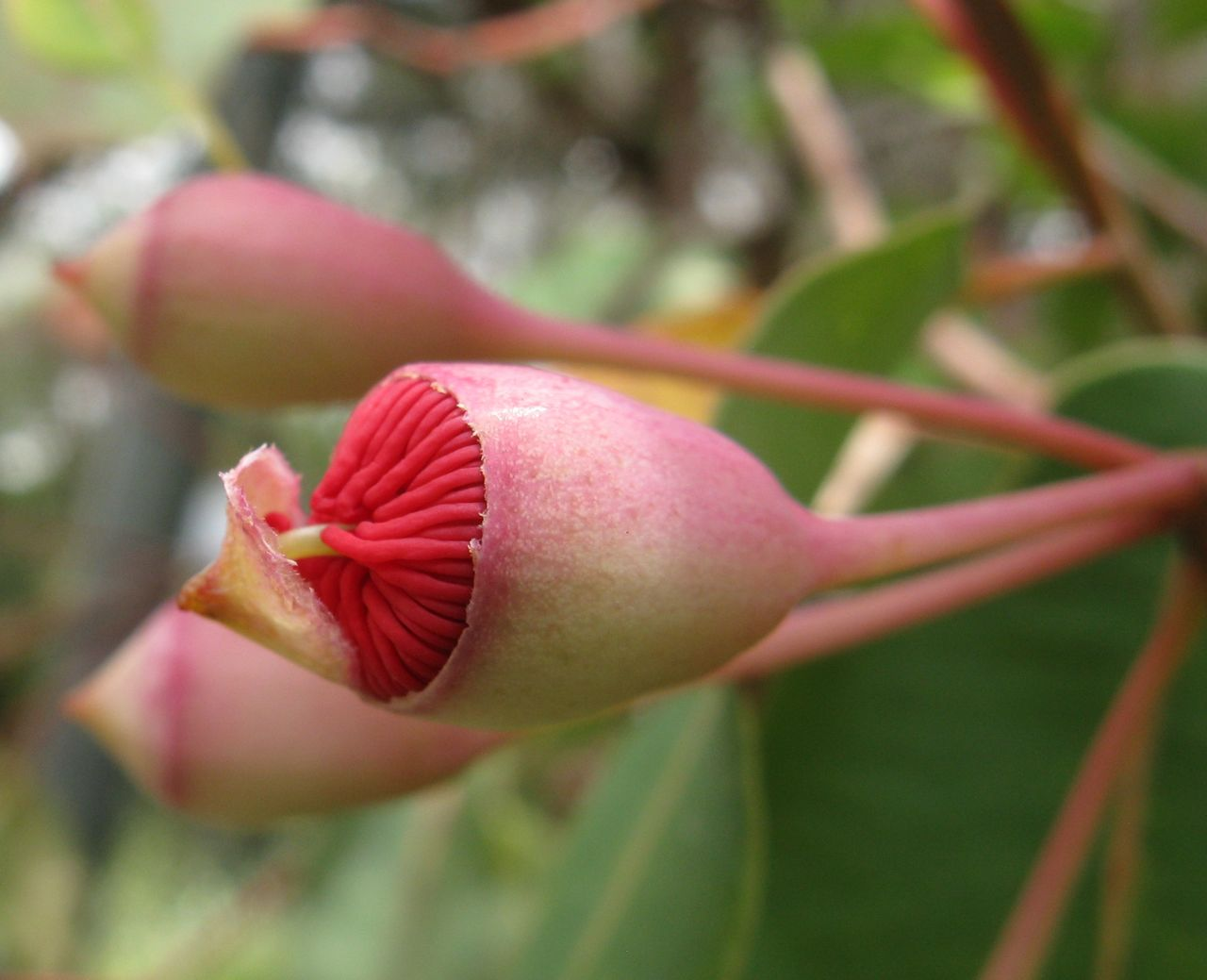
Otevírající se květ korymbie fíkolisté
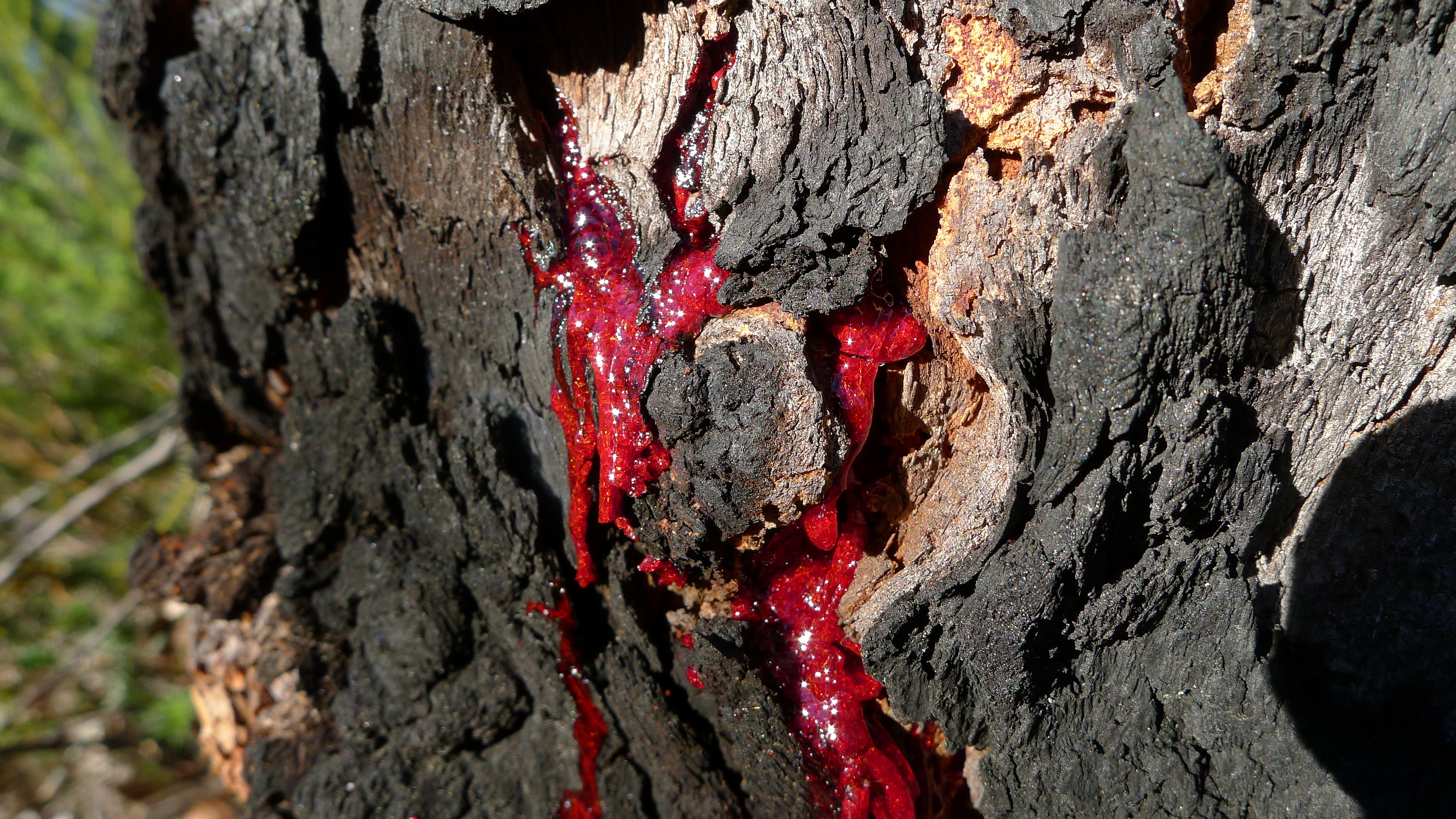
Červený exudát C. gummifera
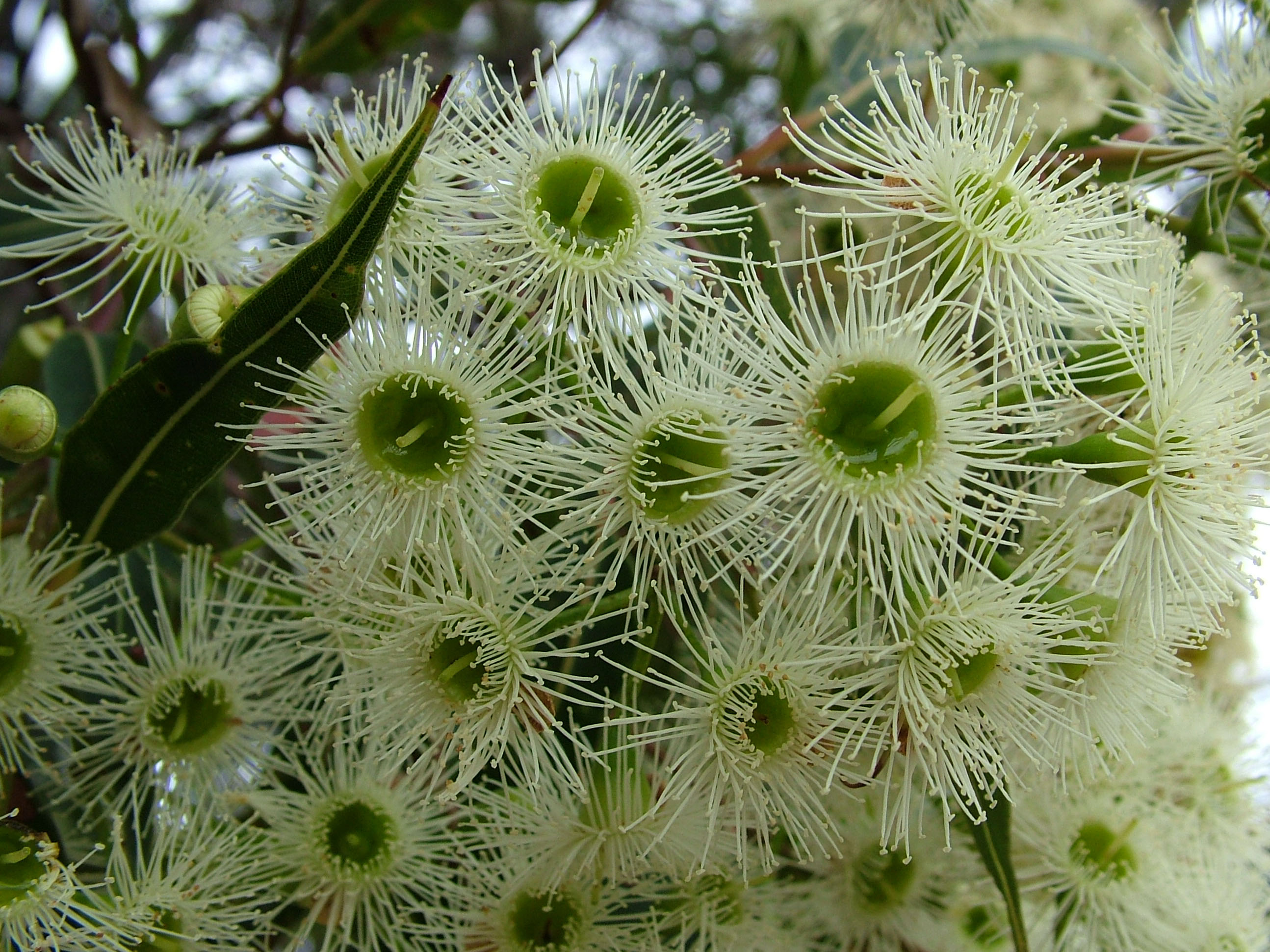
Květy C. gummifera
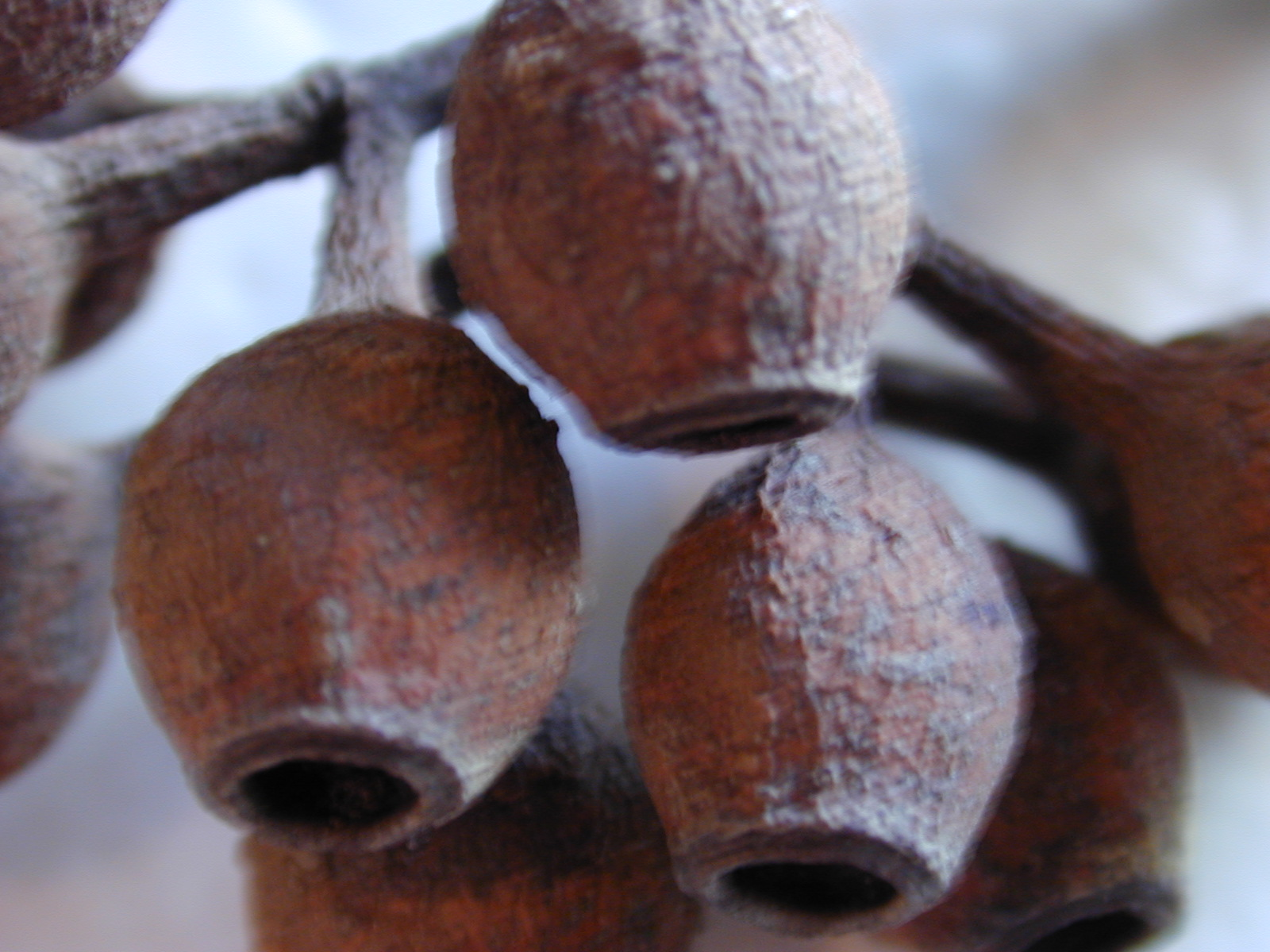
Plody korymbie citroníkové

## Rozšíření
Rod korymbie zahrnuje 95 druhů. Vyskytuje se v Austrálii a na Nové Guineji. Převážná většina druhů jsou endemity Austrálie, pouze 5 druhů se vyskytuje také na Nové Guineji.
Korymbie jsou v severní Austrálii hlavní složkou lesních porostů a tvoří také významnou součást vegetace v některých oblastech jihozápadní Austrálie. Rostou zejména na savanách a sezónně suchých rozvolněných lesích. Některé druhy jsou vázány na sezónně zaplavovaná stanoviště podél vodních toků. Druh C. torelliana roste jako jeden z mála druhů v tropických deštných lesích severovýchodního Queenslandu.

## Ekologické interakce
Květy korymbií jsou opylovány hmyzem i obratlovci. Květy korymbie citroníkové navštěvuje v Austrálii zejména nepůvodní včela medonosná, dále bzučivky a mravenci, z ptáků pak loriové a kystráčci, ze savců kaloň australský.
Semena řady druhů korymbií mají drobná křídla a jsou pravděpodobně šířena větrem.

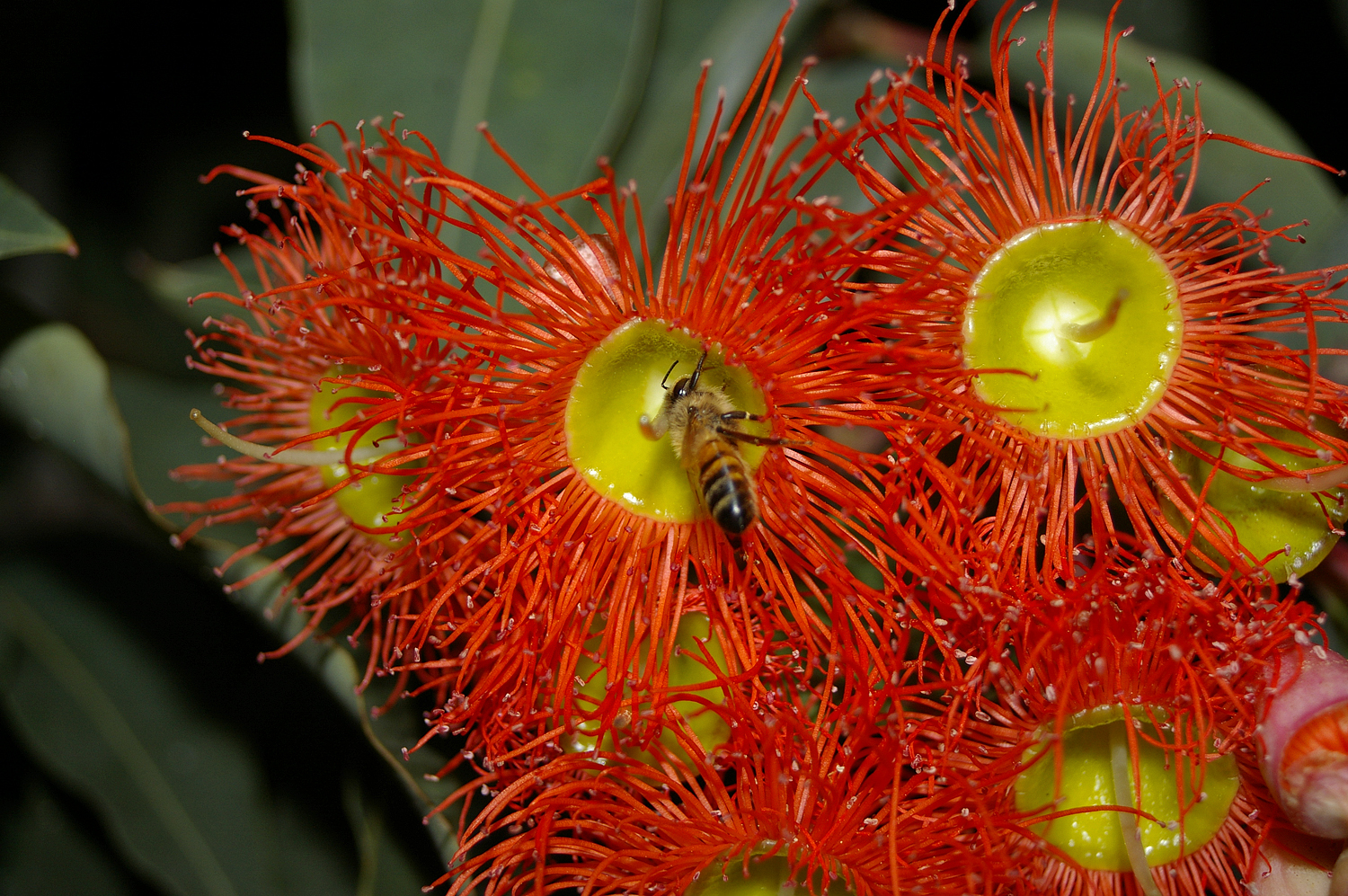
Včela na květu korymbie fíkolisté
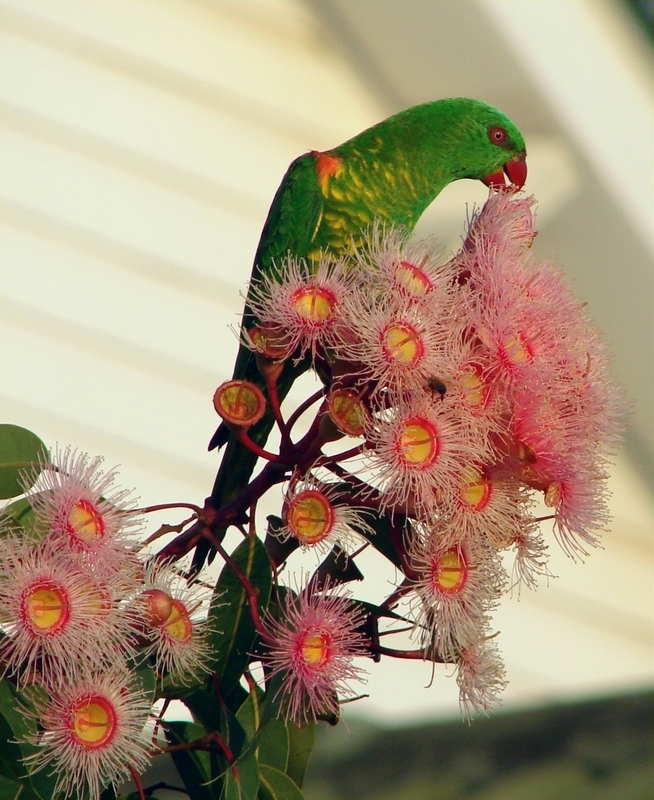
Lori žlutoskvrnný na květech korymbie
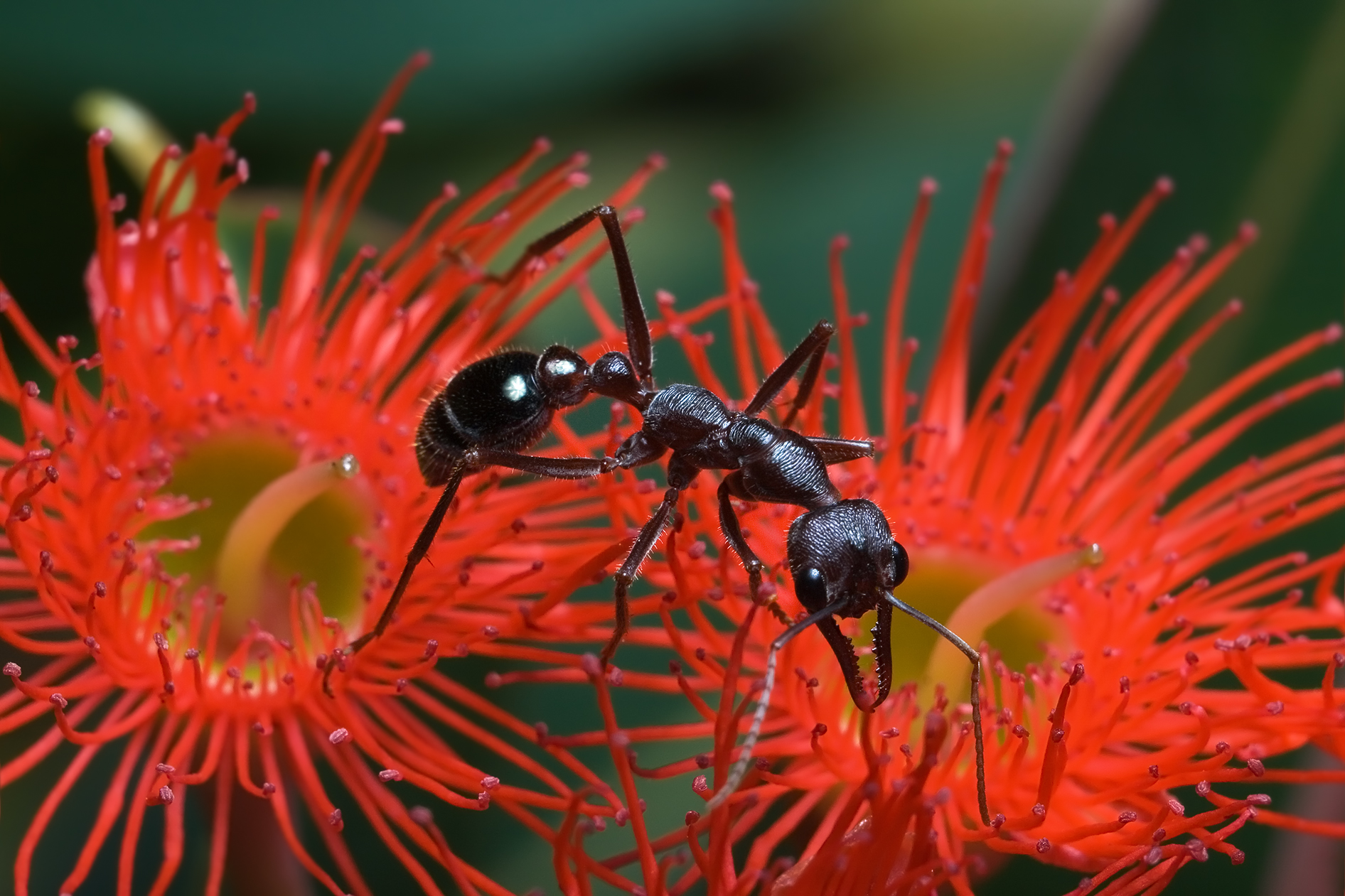
Mravenec Myrmecia forficata na korymbii fíkolisté

## Taxonomie
Rod Corymbia byl vyčleněn z rodu Eucalyptus v roce 1995. Jeho součástí jsou 2 bývalé sekce rodu Eucalyptus: sekce Corymbia a sekce Blakearia. Rod Corymbia je řazen spolu s dalšími 6 rody do tribu Eucalypteae podčeledi Myrtoideae. Je součástí skupiny 3 blízce příbuzných rodů, kterým se tradičně říká eukalypty (Eucalyptus, Corymbia a Angophora). Sesterskou větví je rod Angophora.
První druh korymbie byl popsán Gaertnerem v roce 1788 pod jménem Metrosideros gummifera. Tentýž druh popsal o 5 let později J. E. Smith jako Eucalyptus corymbosa. Dnešní platné jméno je Corymbia gummifera.

## Rozlišovací znaky
Na základě zjevných morfologických znaků není možno rod Corymbia jednoznačně odlišit od rodu Eucalyptus. Většina druhů korymbií má větvená, koncová květenství, zatímco většina blahovičníků má květenství nevětvená a úžlabní. Všechny korymbie mají baňkovité nebo kulovité plody, odlišující se od plodů mnohých blahovičníků. Charakteristická je také borka.

## Zástupci
- korymbie citroníková (Corymbia citriodora), syn. blahovičník citroníkový (Eucalyptus citriodora)
- korymbie fíkolistá (Corymbia ficifolia)

## Význam
Červeně kvetoucí korymbie fíkolistá je v klimaticky příhodných oblastech světa, např. v Kalifornii, pěstována jako okrasná dřevina. Pěstuje se i její kříženec s druhem C. calophylla, který má květy růžové. Korymbie citroníková, známá jako citrónový eukalypt, se pěstuje zejména pro silně aromatické olistění, vonící po citrónu.

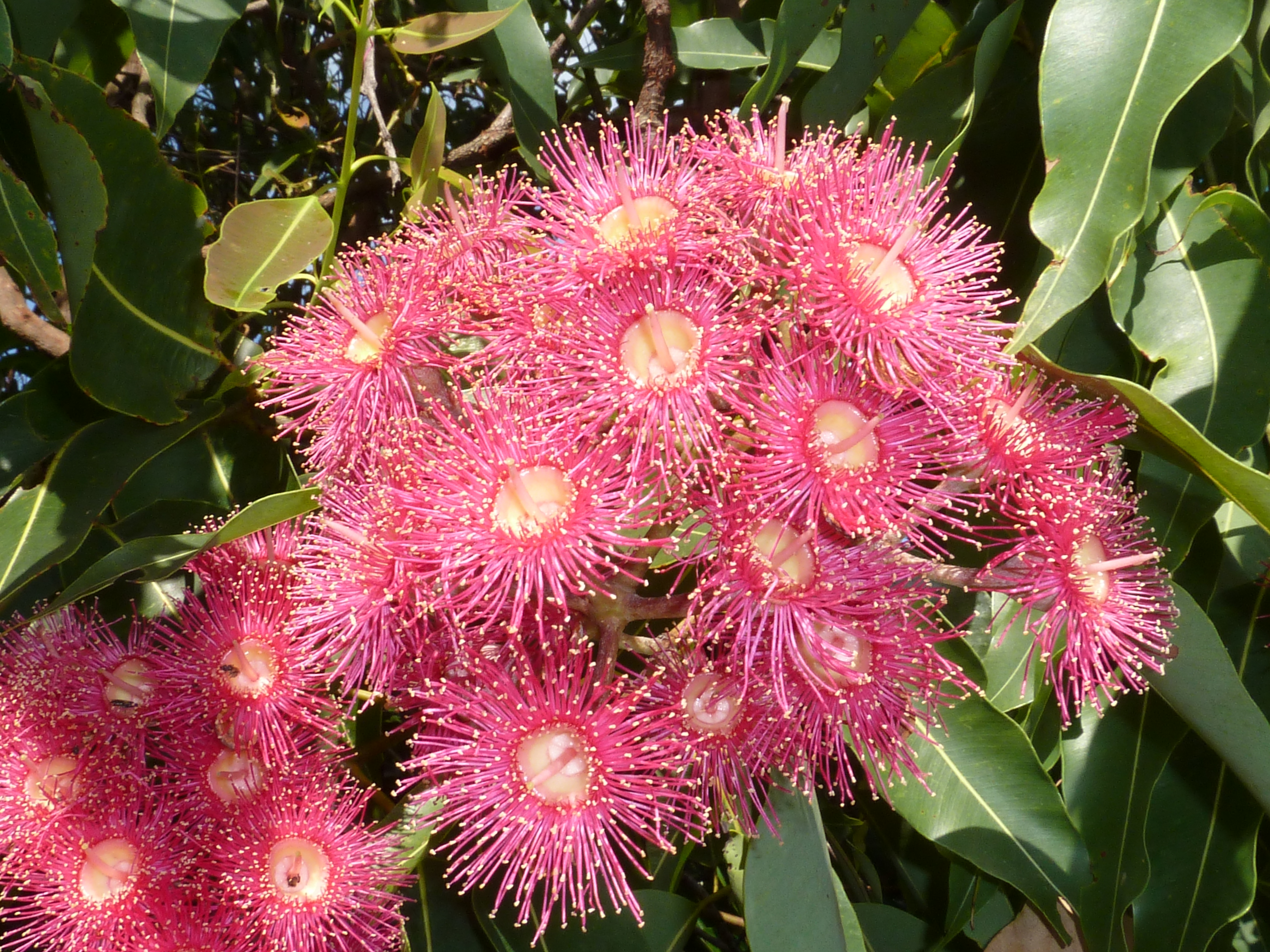
Honosné květy C. ptychocarpa
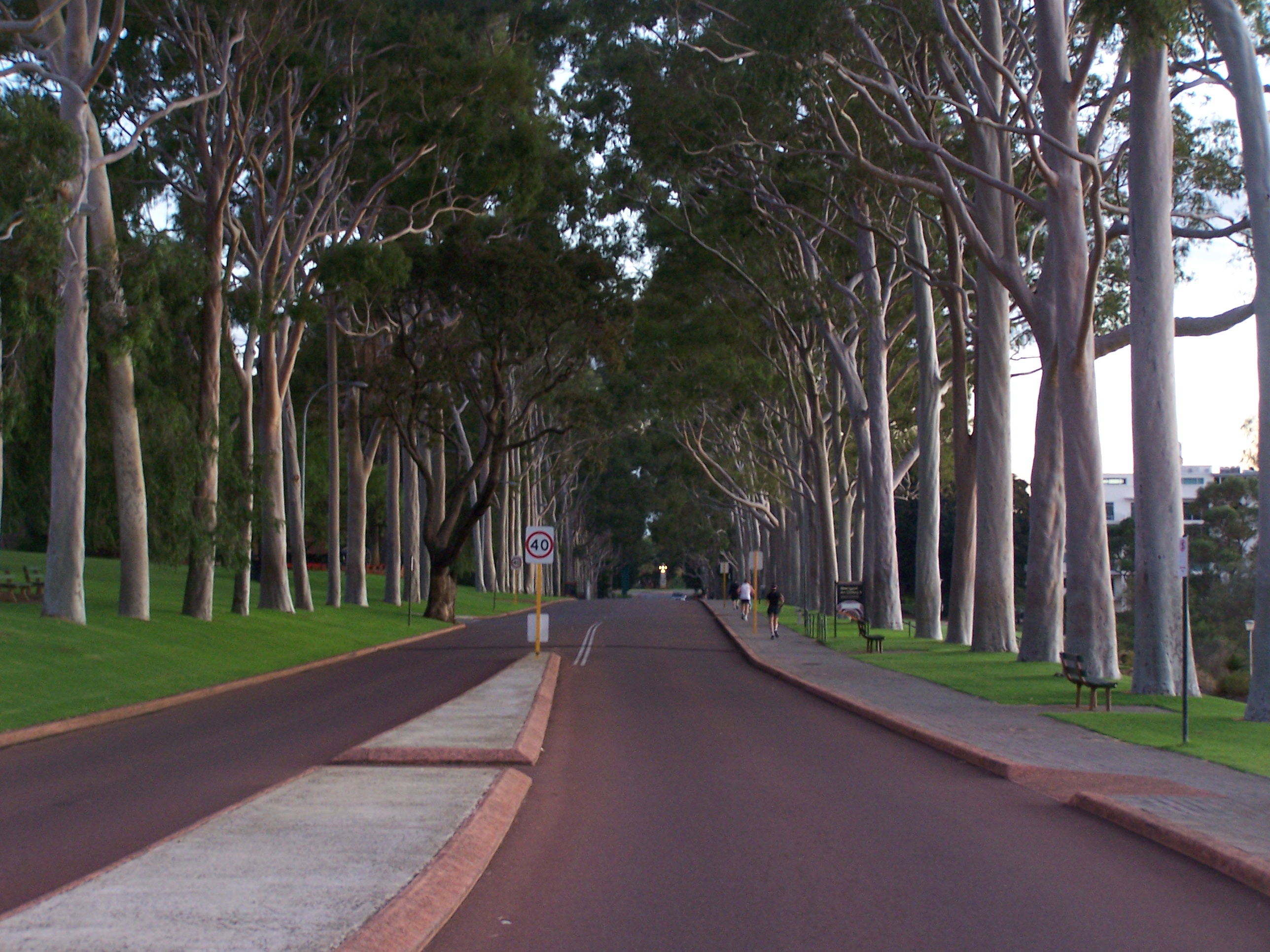
Alej korymbie citroníkové